# São Paulo Futebol Clube
El São Paulo Futebol Clube és un club de futbol brasiler de la ciutat de São Paulo a l'estat de São Paulo.

## Història
L'any 1900 es fundà el Club Athletico Paulistano. Després de guanyar diversos campionats, amb el progressiu augment del professionalisme el club decidí cessar les seves activitats. Els jugadors i seguidors del club es fusionaren amb l'Associação Atlética das Palmeiras i fundaren el São Paulo Futebol Clube el 25 de gener de 1930. El terreny de joc era conegut com la floresta i l'equip heretà aquesta denominació, essent conegut com a São Paulo da Floresta. El 1931 guanyà el seu primer campionat paulista. El 1933 disputà el primer partit professional al Brasil amb victòria 5-1 contra el Santos. Diversos problemes econòmics portaren al club a fusionar-se amb el Clube de Regatas Tietê i a tancar la secció de futbol el 14 de maig de 1935. Aquest any es refundà el club amb diversos noms: Grêmio Tricolor, Clube Atlético São Paulo (el 4 de juny) i finalment São Paulo Futebol Clube (fundat el 16 de juny). El 1938 es fusionà de nou amb el Clube Atlético Estudantes Paulista, del barri de Mooca.
Als inicis dels anys 40 el club adquirí els drets d'un dels millors futbolistes brasilers del moment, Leônidas da Silva, i començà una època d'èxits amb cinc campionats paulistes. Els anys 50 no foren tan bons. El club se centrà en la construcció del seu estadi, Morunbí i només guanyà dos campionats estatals. El 1960 el club inaugurà el seu estadi però no aconseguí cap títol important fins a la dècada dels 70. L'any 1970 la construcció de l'estadi estigué conclosa i el club contractar diverses estrelles com Gérson, l'uruguaià Pedro Rocha, i Toninho Guerreiro, i amb Zezé Moreira a la banqueta. L'equip guanyà de nou el campionat paulista. Dos nous campionats paulistes i el seu primer brasileirão l'any 1977 marcaren una bona dècada per al club. Però la seva millor època la visqué la dècada següent. Amb davanters com Careca i migcampistes com Falcão el club guanyà cinc nous campionats paulistes i un nou campionat brasiler el 1986.
La dècada dels noranta fou especialment brillant pel que fa a campionats continentals, amb 7 títols, entre ells dues Libertadores. També guanyà dues copes intercontinentals, una d'elles derrotant el FC Barcelona de Johann Cruyff per 2-1. Diversos campionats domèstics completaren la dècada. Entre els diversos torneigs amistosos també podem esmentar dos Ciutat de Barcelona. Els darrers anys dels 90 i inicis dels 2000 destacaren al club jugadors com Rogério Ceni, Luís Fabiano i Kaká. A més de diversos torneigs al Brasil el més destacat fou un nou campionat del món de clubs l'any 2005.

## Palmarès
- 1 Campionat del Món de Clubs de futbol: 2005
- 2 Copa Intercontinental de futbol: 1992, 1993
- 3 Copa Libertadores: 1992, 1993, 2005
- 1 Copa Sud-americana: 2012
- 1 Copa Conmebol: 1994
- 2 Recopa Sud-americana: 1993, 1994
- 1 Supercopa Sud-americana: 1993
- 1 Copa Master Conmebol: 1996
- 6 Campionat brasiler de futbol: 1977, 1986, 1991, 2006, 2007, 2008
- 21 Campionat paulista: 1931, 1943, 1945, 1946, 1948, 1949, 1953, 1957, 1970, 1971, 1975, 1980, 1981, 1985, 1987, 1989, 1991, 1992, 1998, 2000, 2005,  2021.
- 1 Super campionat paulista: 2002
- 1 Torneig Rio-São Paulo: 2001
- 2 Petita Copa del Món: 1955, 1963

## Estadi
São Paulo FC juga els seus partits a l'Estadi de Morumbi, inaugurat el 1960 i amb una capacitat per a 80.000 espectadors, la més elevada de la ciutat.

## Entrenadors destacats
- Aymoré Moreira
- Bela Guttmann
- Carlos Alberto Silva
- Cilinho
- Émerson Leão
- Formiga
- José Poy
- Muricy Ramalho
- Paulo Autuori de Mello
- Pepe
- Telê Santana
- Vicente Feola
- Zezé Moreira

## Jugadors destacats
|  | Porter - Ceni - King - Poy - Sérgio - Waldir Peres - Gilmar - Zetti Lateral dret - Piolim - De Sordi - Getúlio - Forlan - Zé Teodoro - Cafu Defensa central - Renganeschi - Mauro Ramos - Bellini - Jurandir - Oscar | Defensa central - Ruy - Dias - Darío Pereyra - Ricardo Rocha - Ronaldão - Válber Lateral esquerre - Noronha - Alfredo - Marinho Chagas - Nelsinho - Leonardo - Serginho Volant - Bauer - Pé de Valsa - Dino - Chicão - Falcão - Toninho Cerezo | Centrecampista organitzador - Gonçalo - Gérson - Pedro Rocha - Mário Sérgio - Pita - Remo Centrecampista ofensiu - Sastre - Albella - Zizinho - Benê - Silas - Raí Extrem dret - Luizinho - Friaça - Maurinho - Terto - Müller | Extrem esquerre - Pardal - Teixeirinha - Canhoteiro - Paraná - Zé Sérgio - Edivaldo Davanter centre - Friedenreich - Leônidas - Gino - Toninho Guerreiro - Serginho Chulapa - Careca Altres esports - Adhemar Ferreira da Silva - Éder Jofre |

## Presidents
- Manoel do Carmo Meca (1936)
- Frederico Menzen (1936 - 1938)
- Piragibe Nogueira (1938 - 1940)
- Paulo Machado de Carvalho (1940)
- João Tomaz Monteiro da Silva (1940)
- Décio Pacheco Pedroso (1941 - 1946)
- Roberto Gomes Pedrosa (1946)
- Cícero Pompeu de Toledo (1947 - 1957)
- Laudo Natel (1957 a 1972)
- Henri Couri Aidar (1972 - 1978)
- Antônio Leme Nunes Galvão (1978 - 1982)
- José Douglas Dallora (1982 - 1984)
- Carlos Miguel Castex Aidar (1984 - 1988)
- Juvenal Juvêncio (1988 - 1990)
- José Eduardo Mesquita Pimenta (1990 - 1994)
- Fernando José Casal de Rey (1994 - 1998)
- José Augusto Bastos Neto (1998 - 2000)
- Paulo Amaral (2000 - 2002)
- Marcelo Portugal Gouvêa (2002 - 2006)
- Juvenal Juvêncio (2006 - 2014)
- Carlos Miguel Castex Aidar (2014-2015)
- Carlos Augusto da Silva e Barros "Leco" (2015-2021)
- Júlio Casares (2021-Actual)

## Galeria

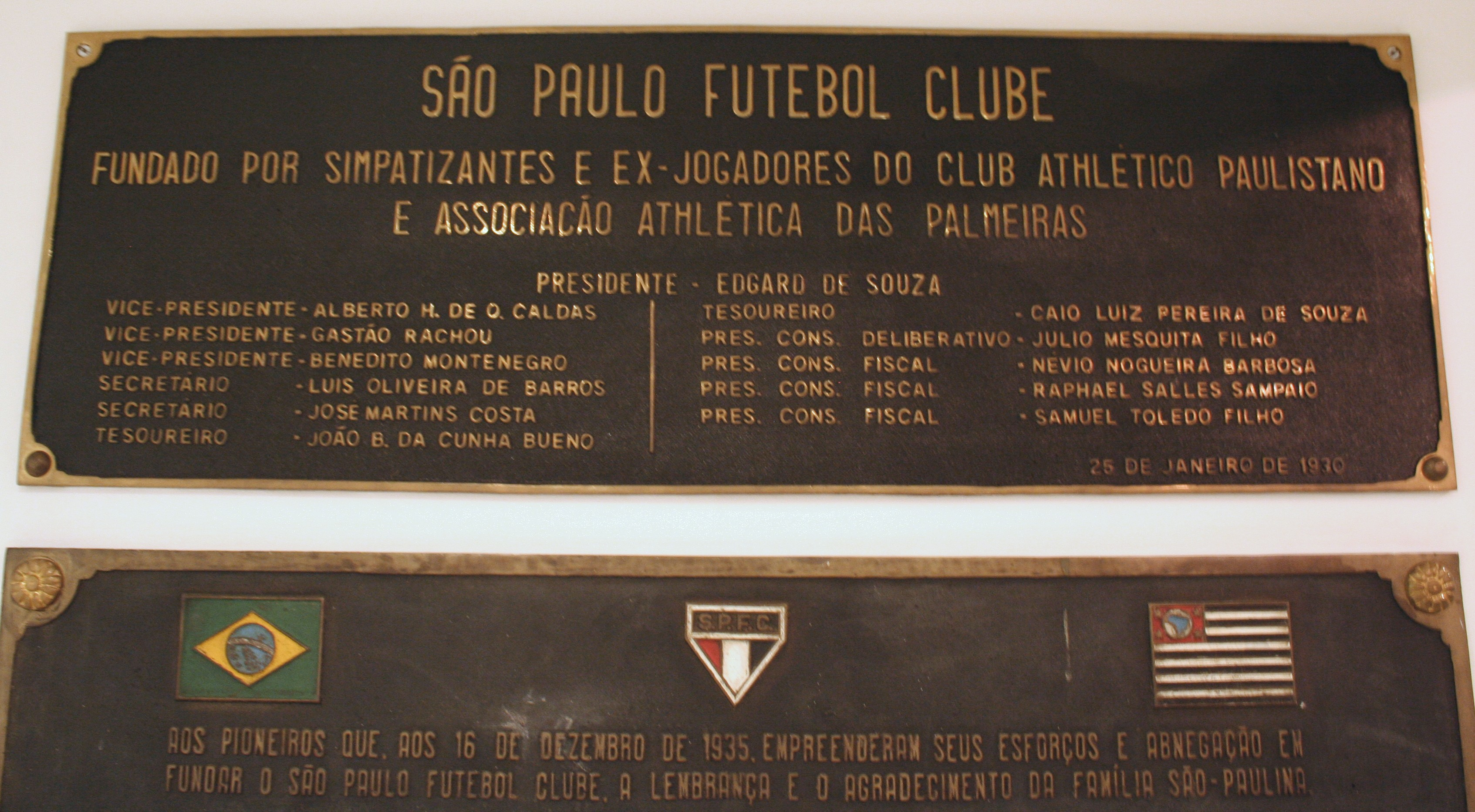
Placa de fundació del club.
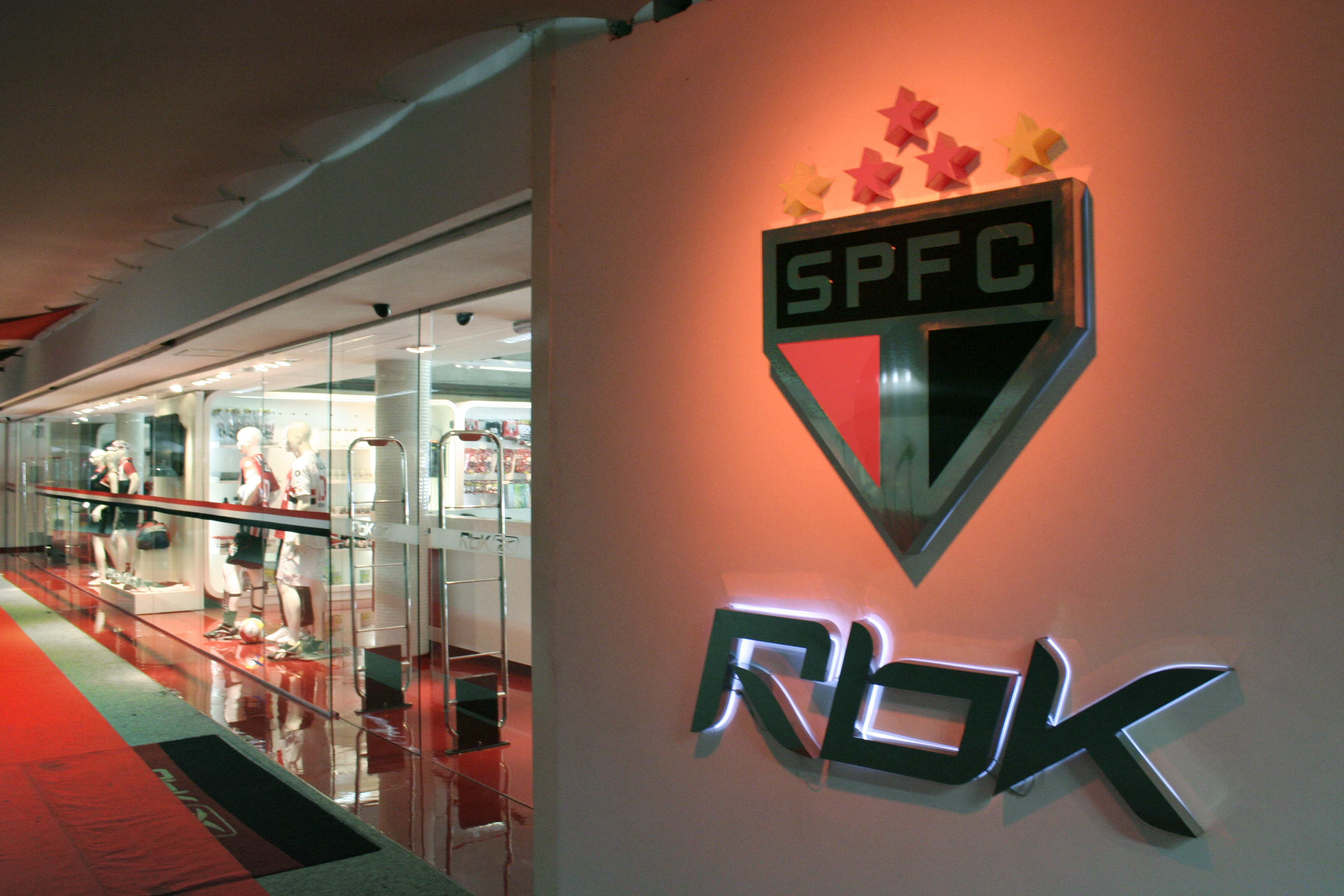
Façana de Reebok a l'estadi de Morumbi.
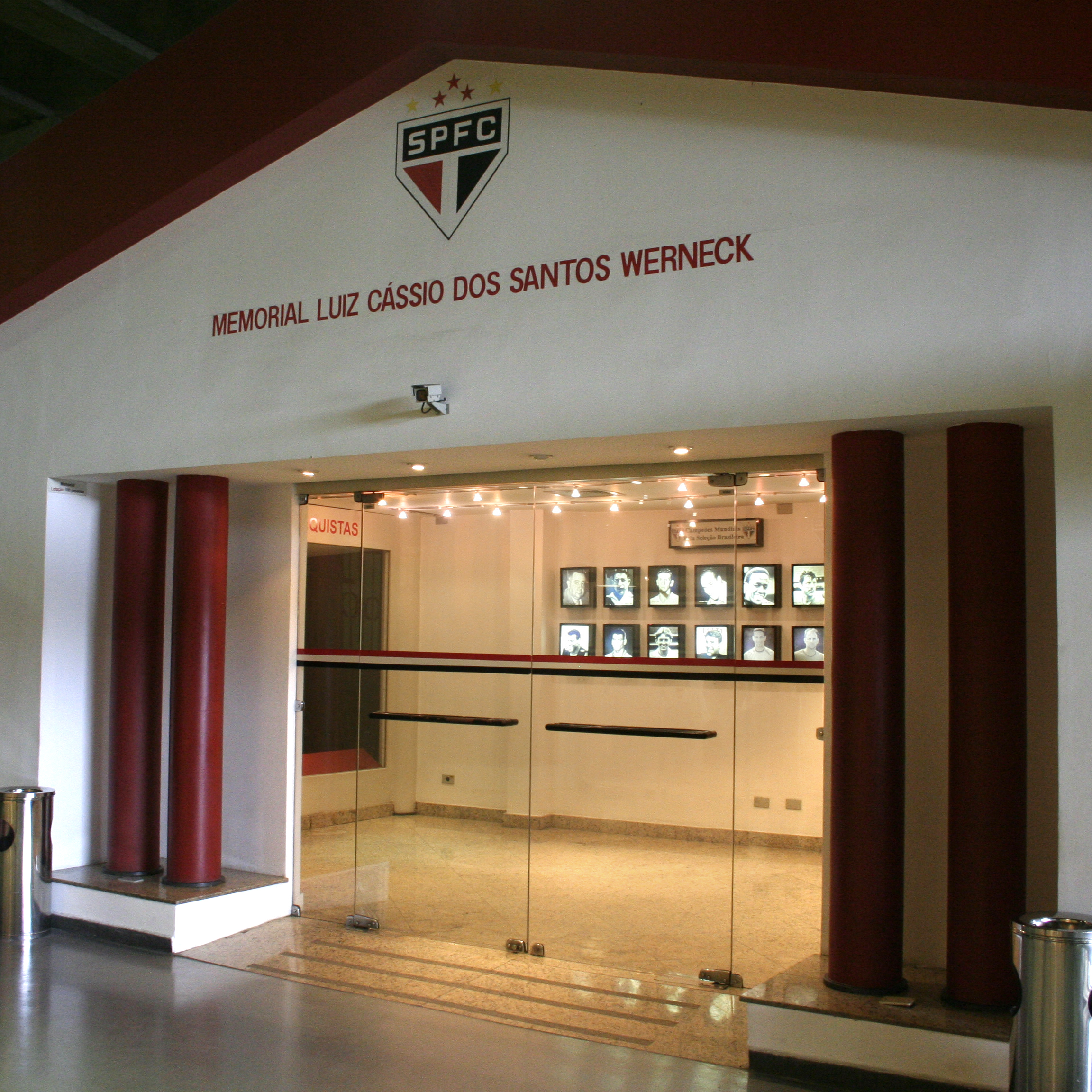
Façana memorial del club.
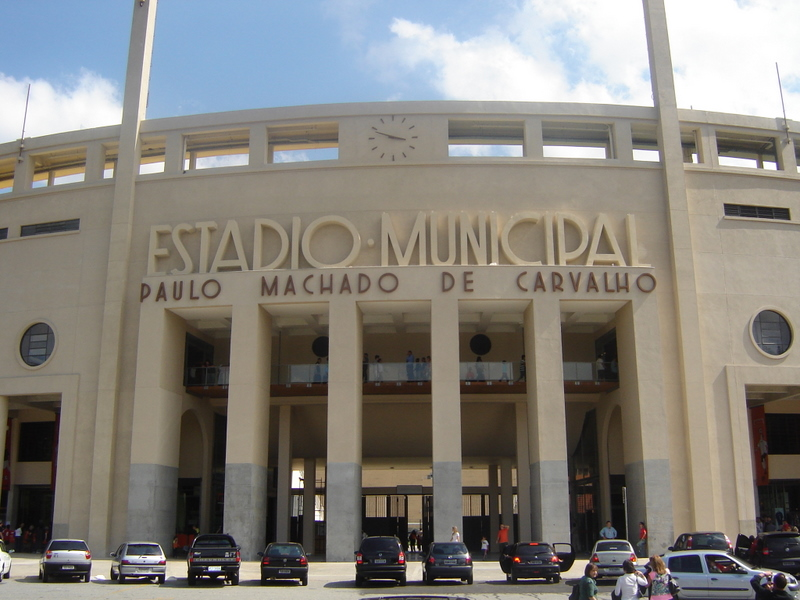
Estadi do Pacaembu.
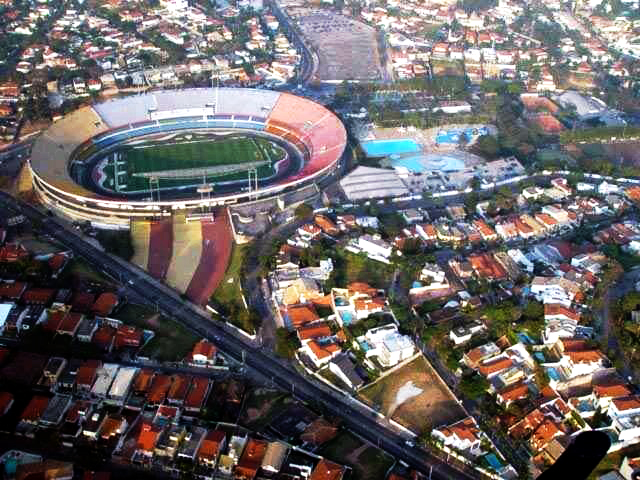
Vista aèria de l'estadi Morumbi.
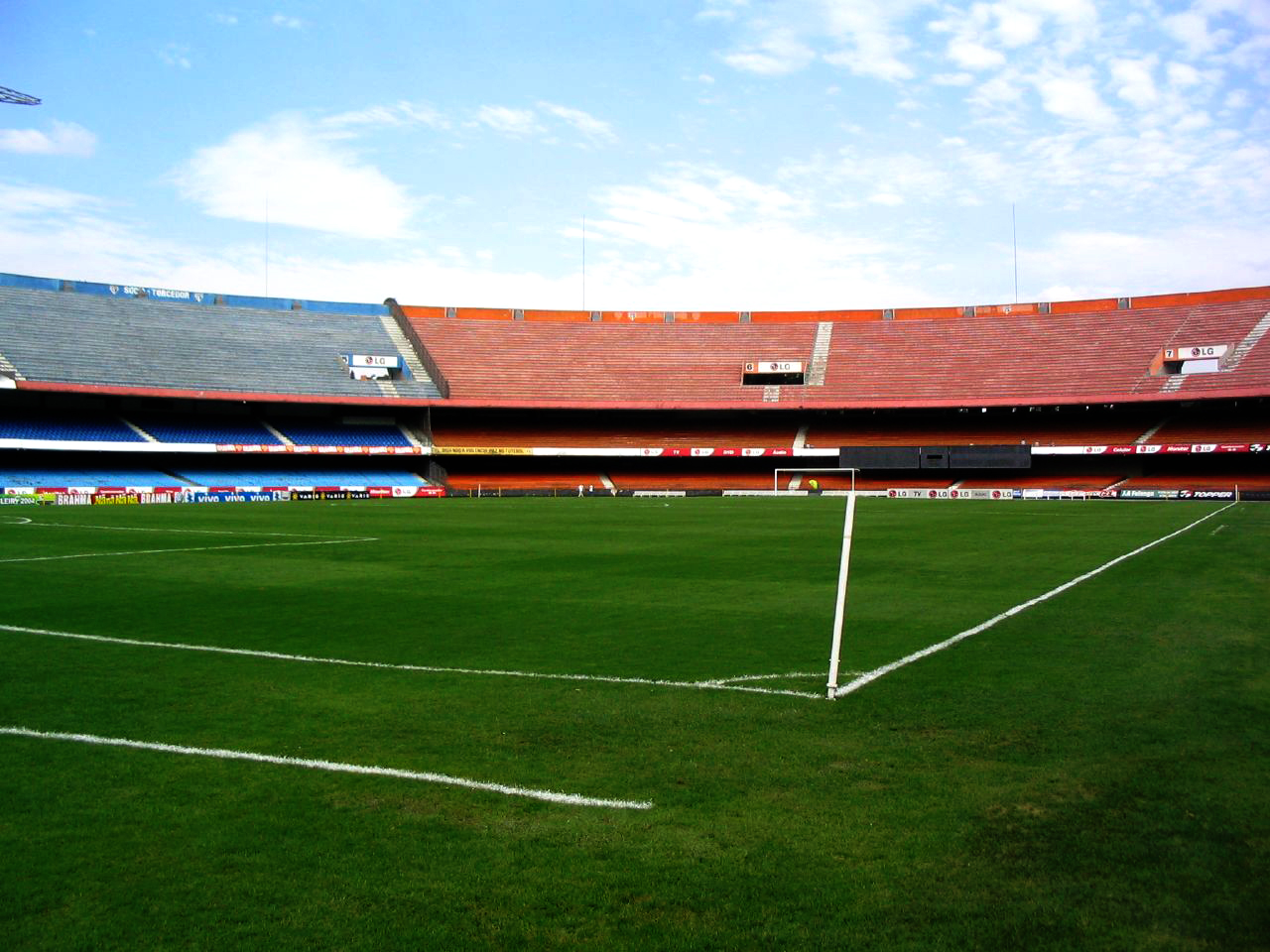
Estadi de Morumbi.
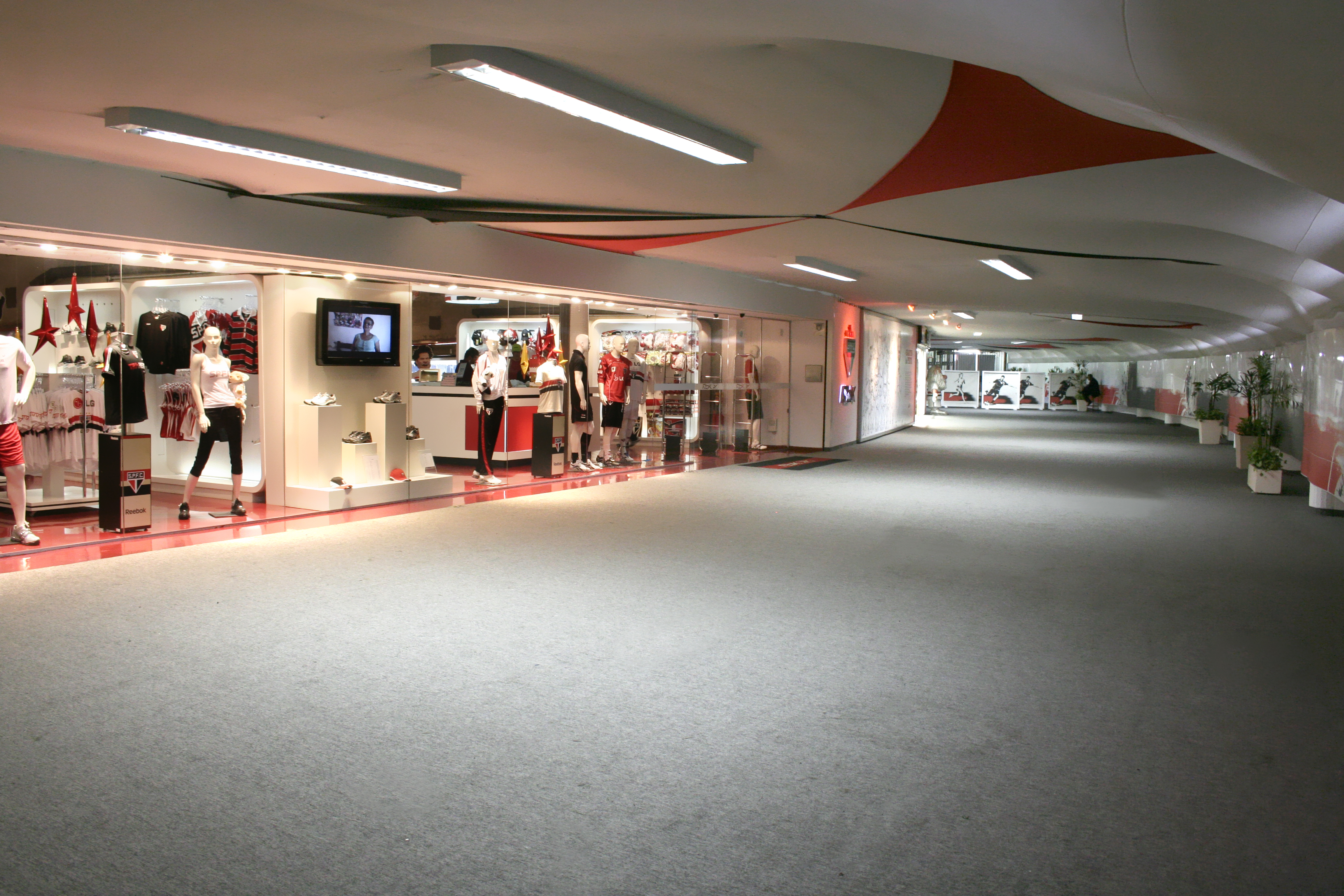
Interior de l'estadi de Morumbi.
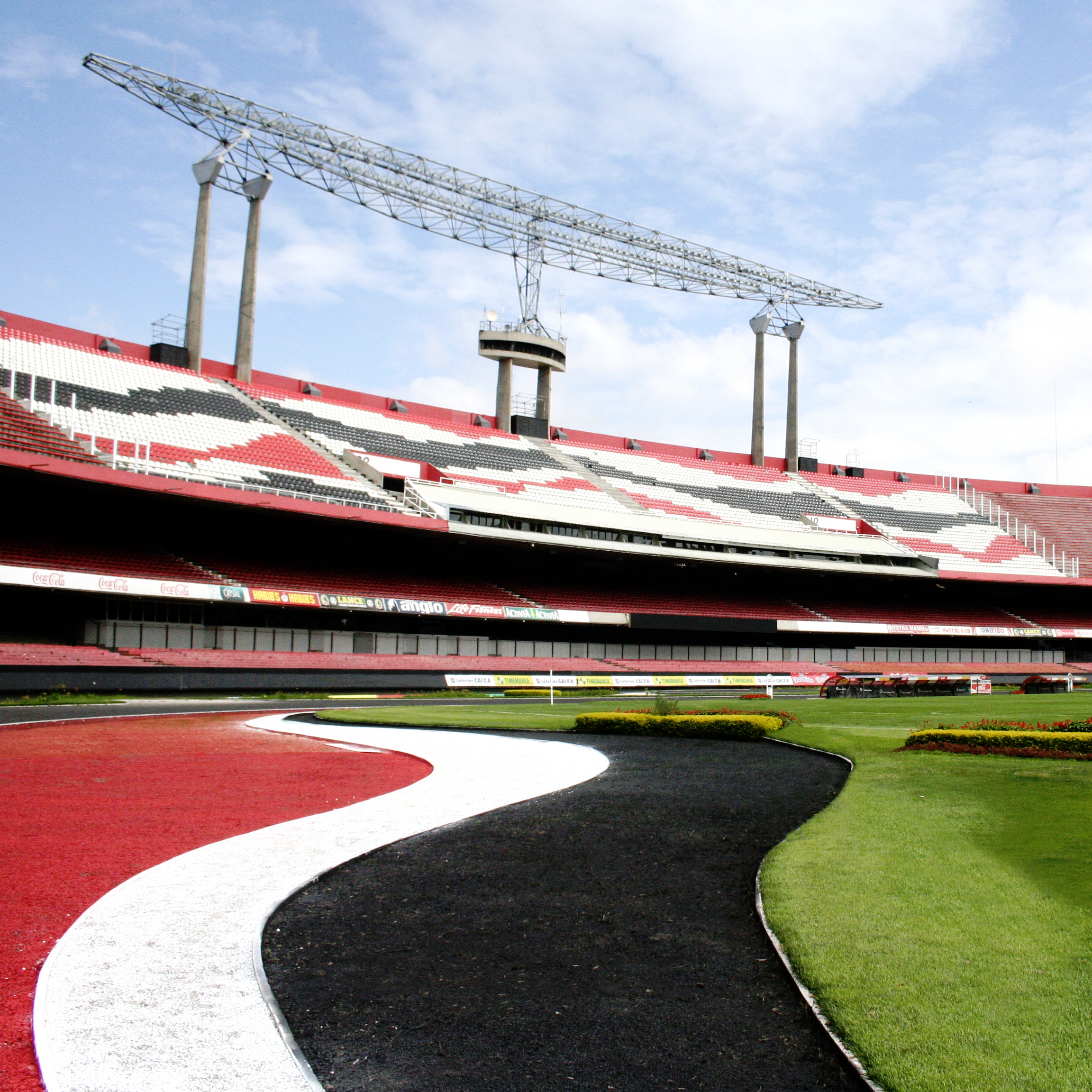
Graderia.
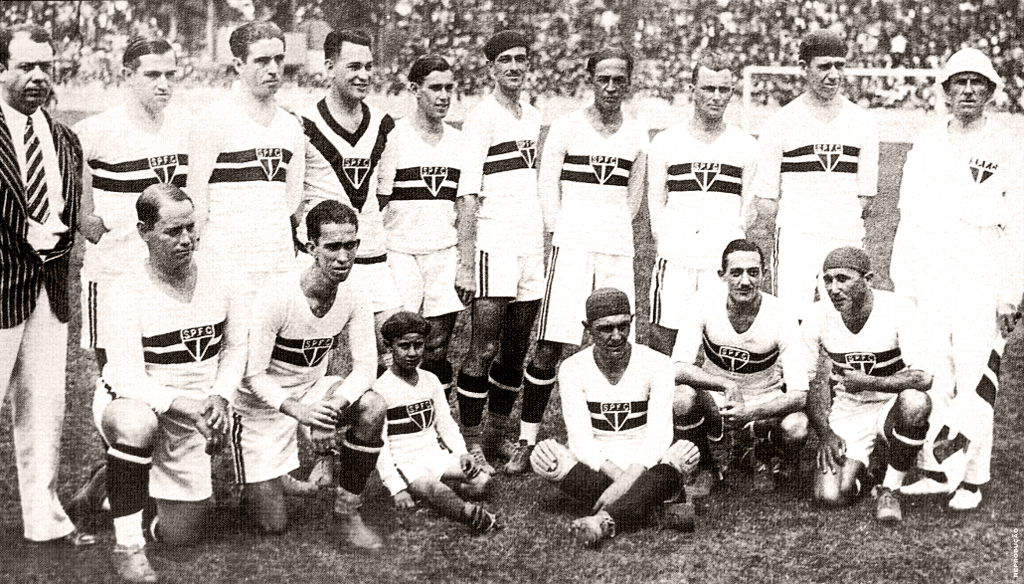
Primer equip l'any 1930.
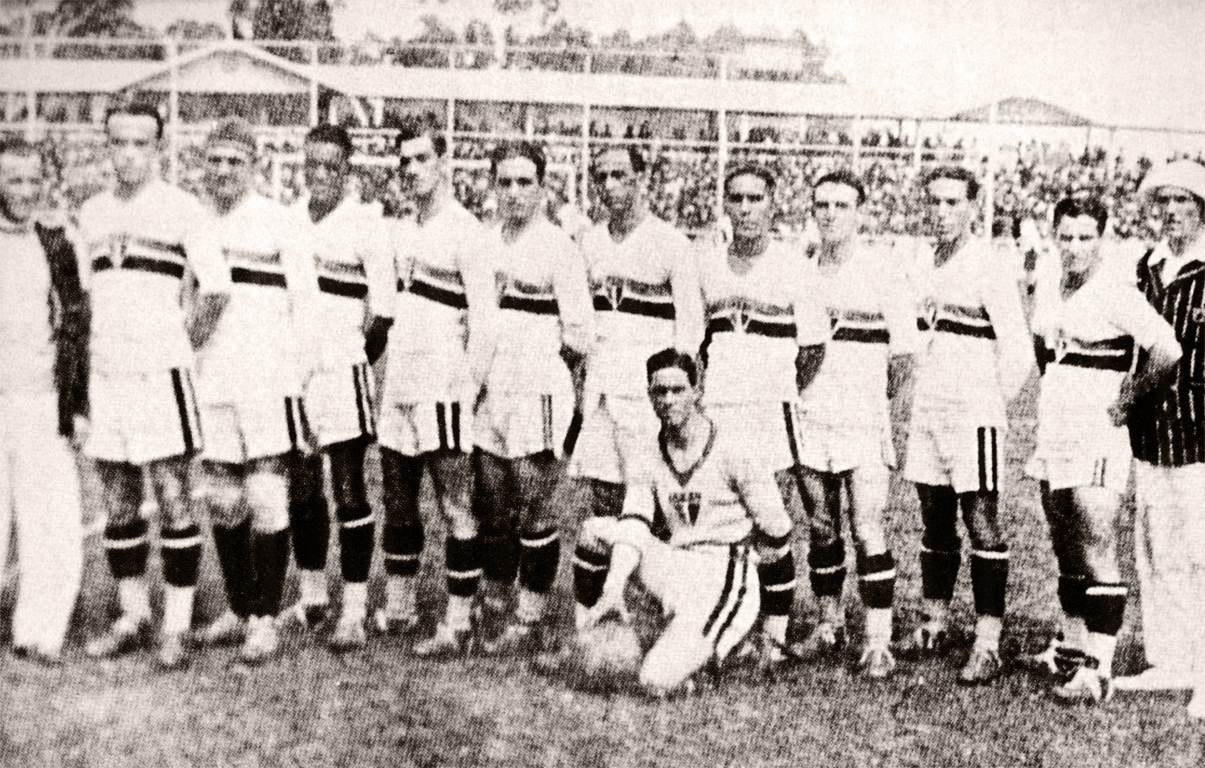
Jugadors del club campió el 1931.
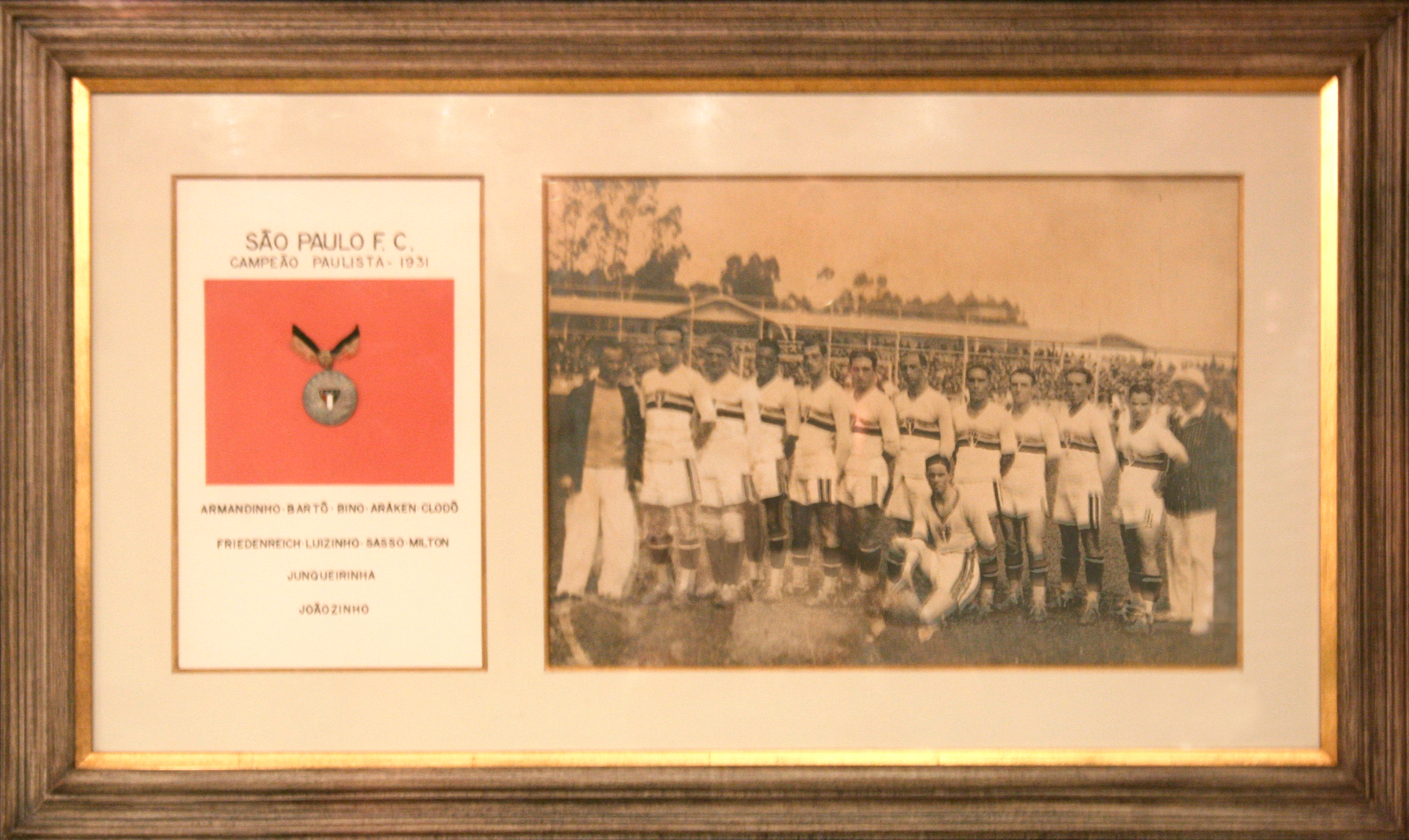
Quadre amb l'equip campió el 1931.
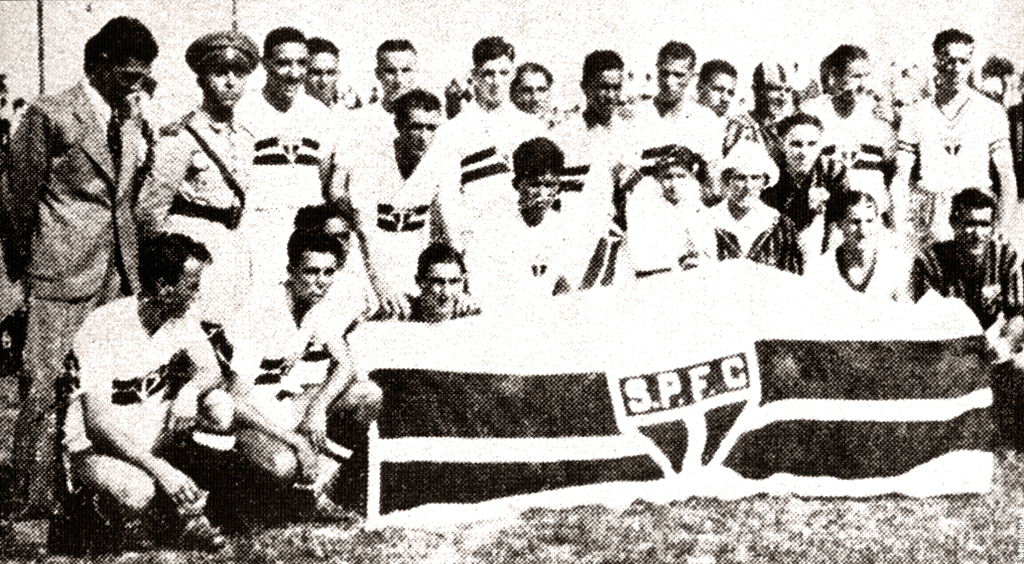
Jugadors del club el 1936.
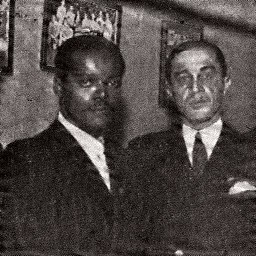
Leônidas da Silva i Friedenreich.
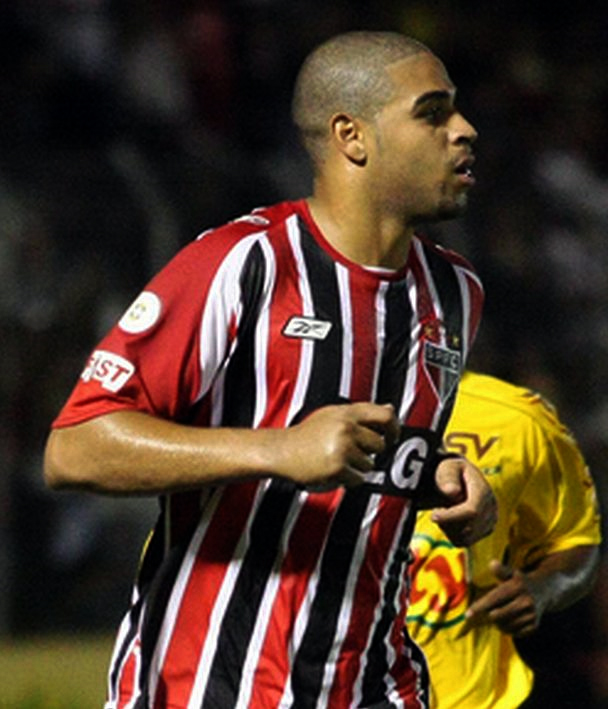
Adriano.
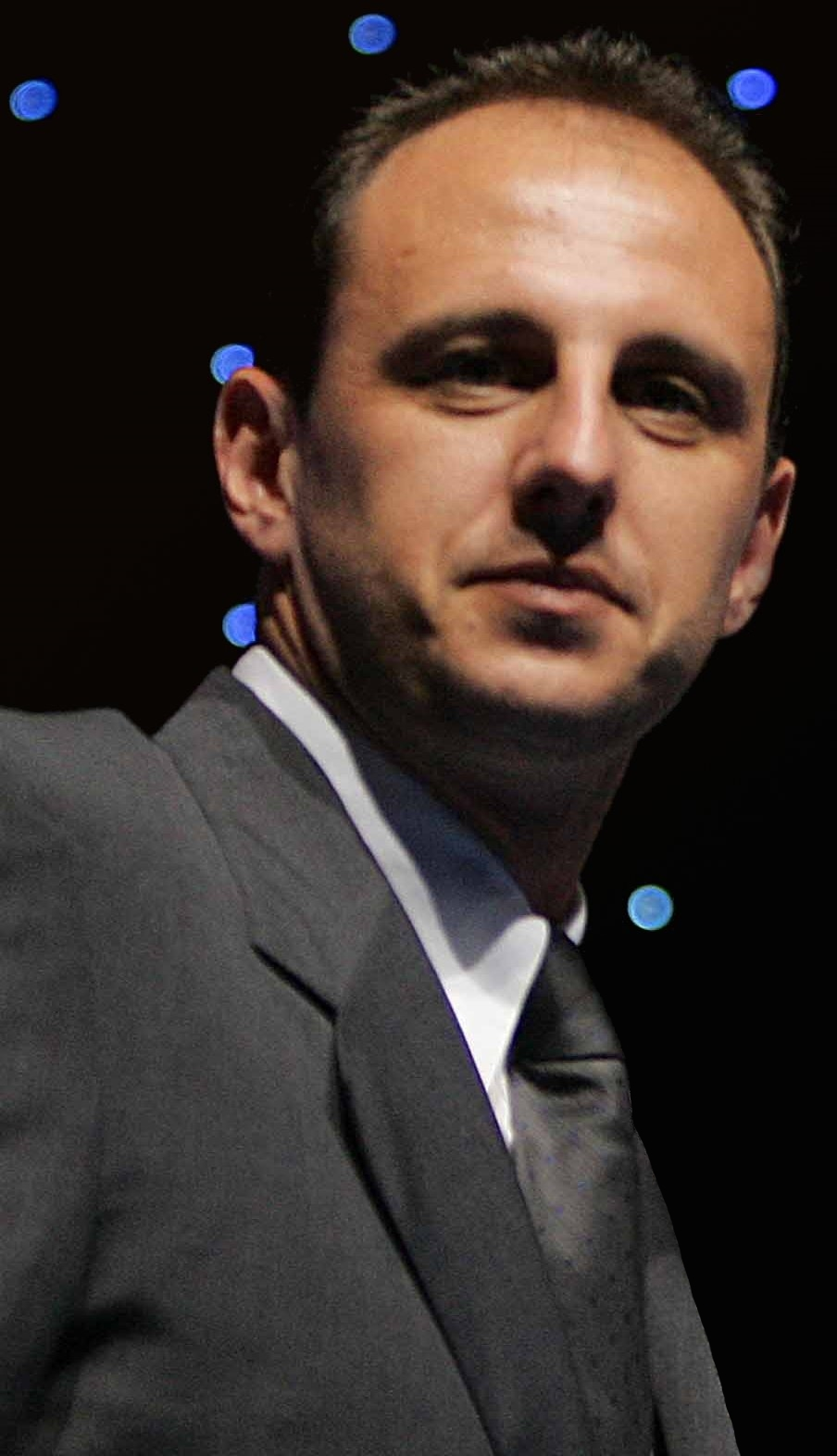
Rogério Ceni.
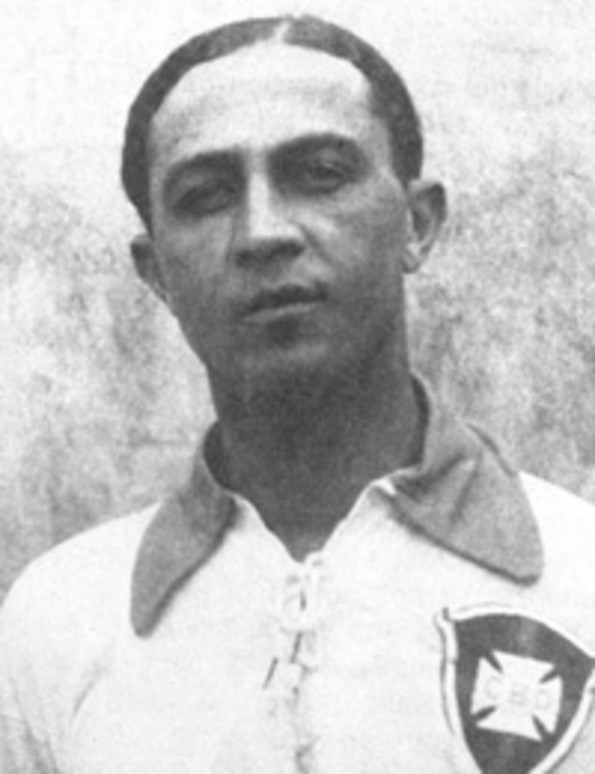
Arthur Friedenreich, El Tigre.
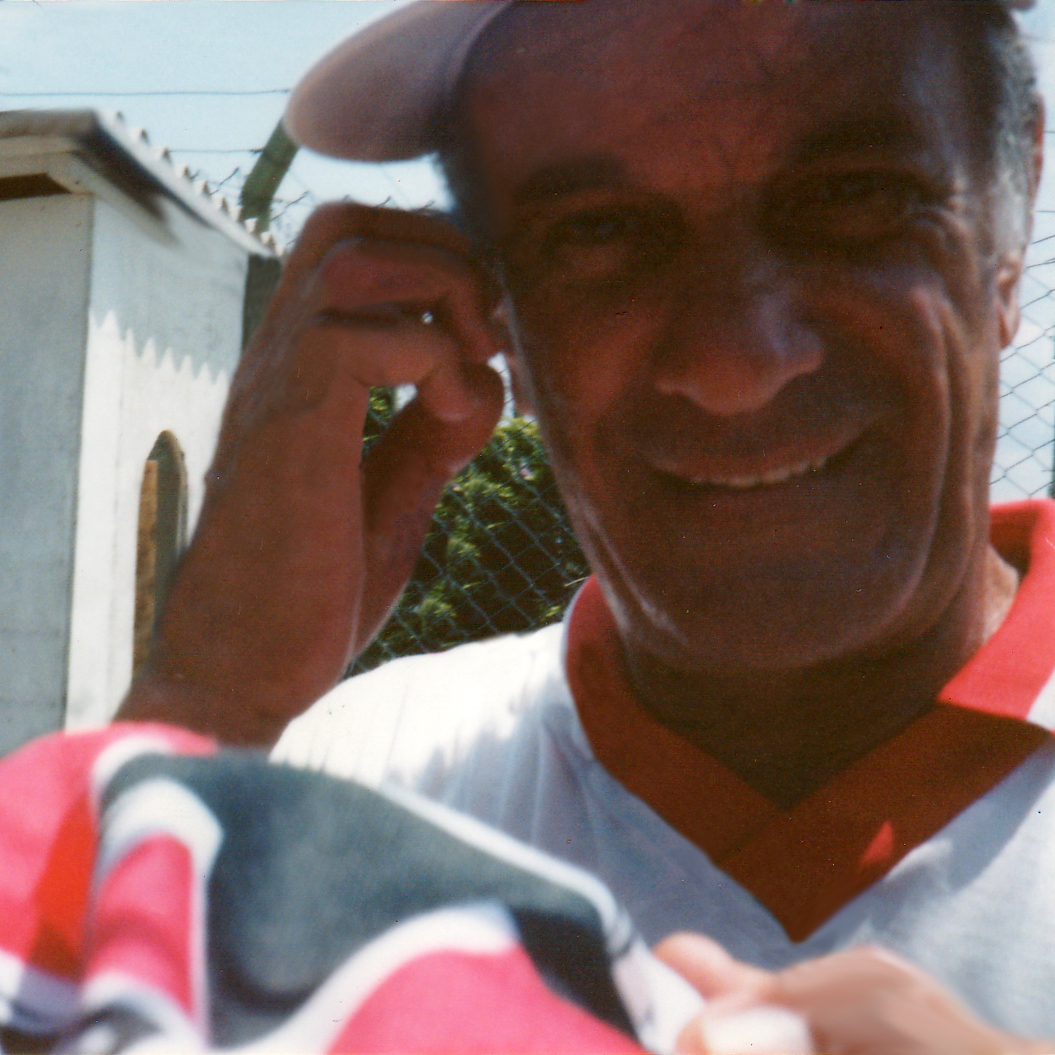
Telê Santana.
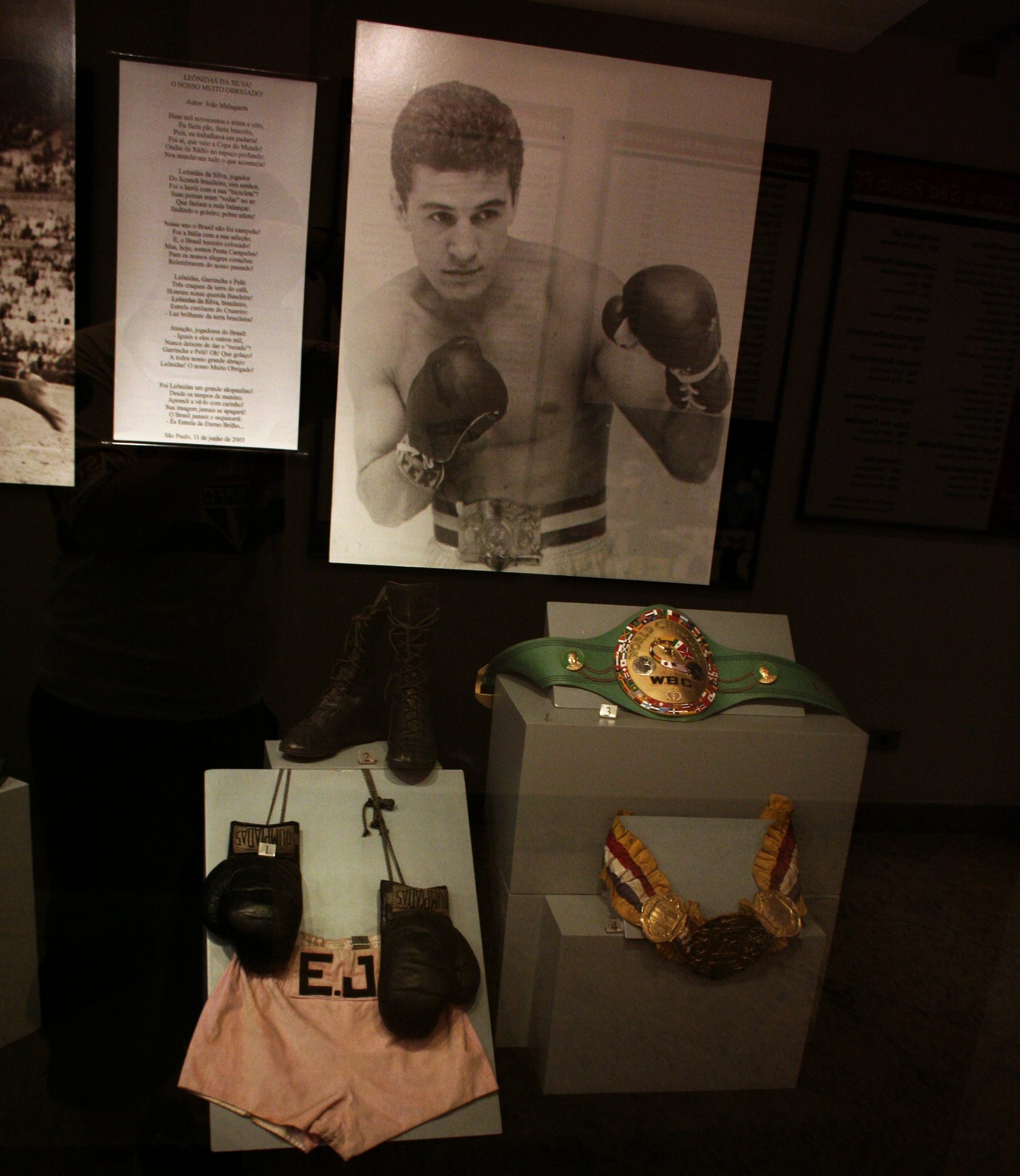
Espai dedicat al boxejador Éder Jofre.
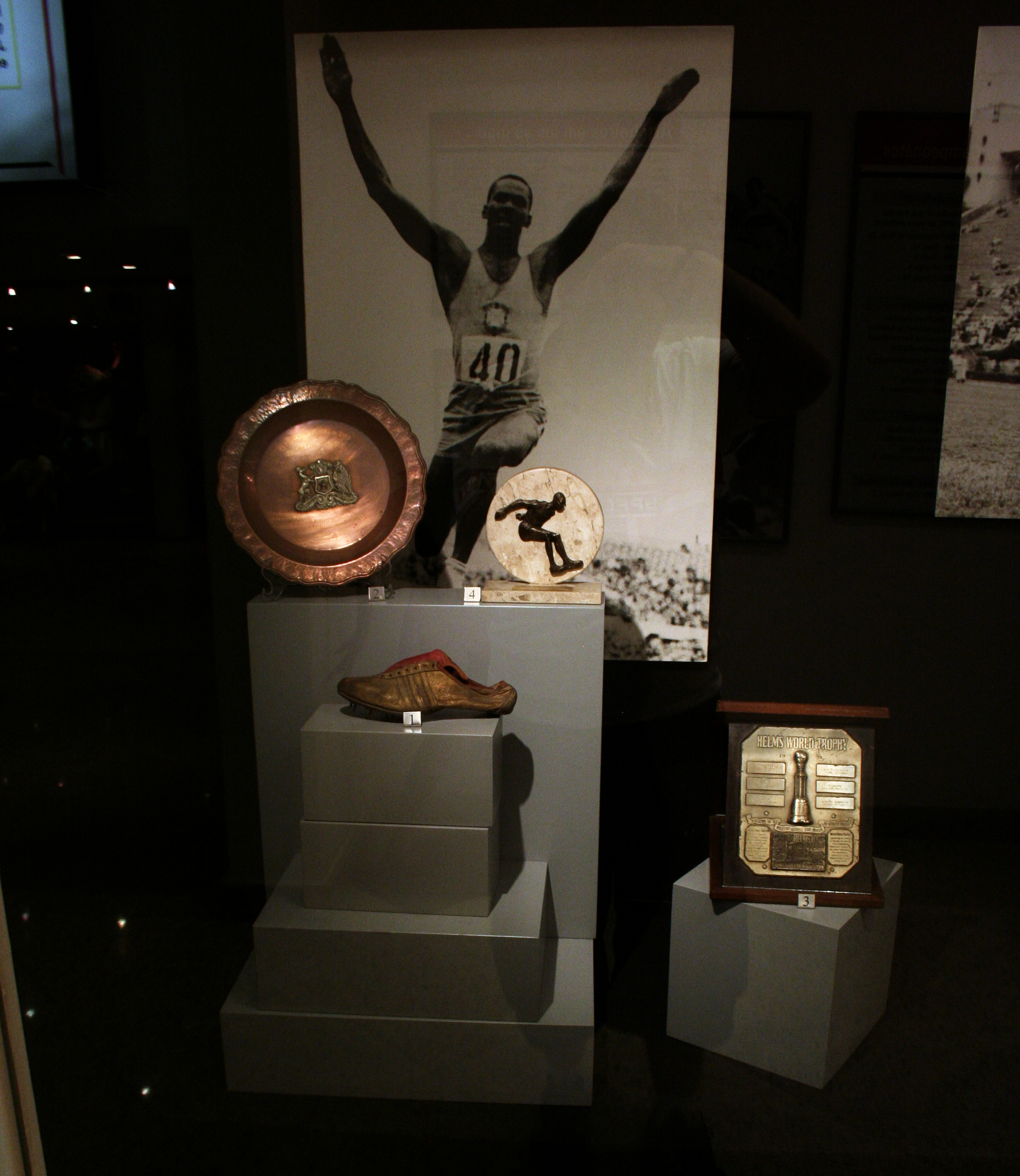
Homenatge a l'atleta Adhemar Ferreira da Silva.
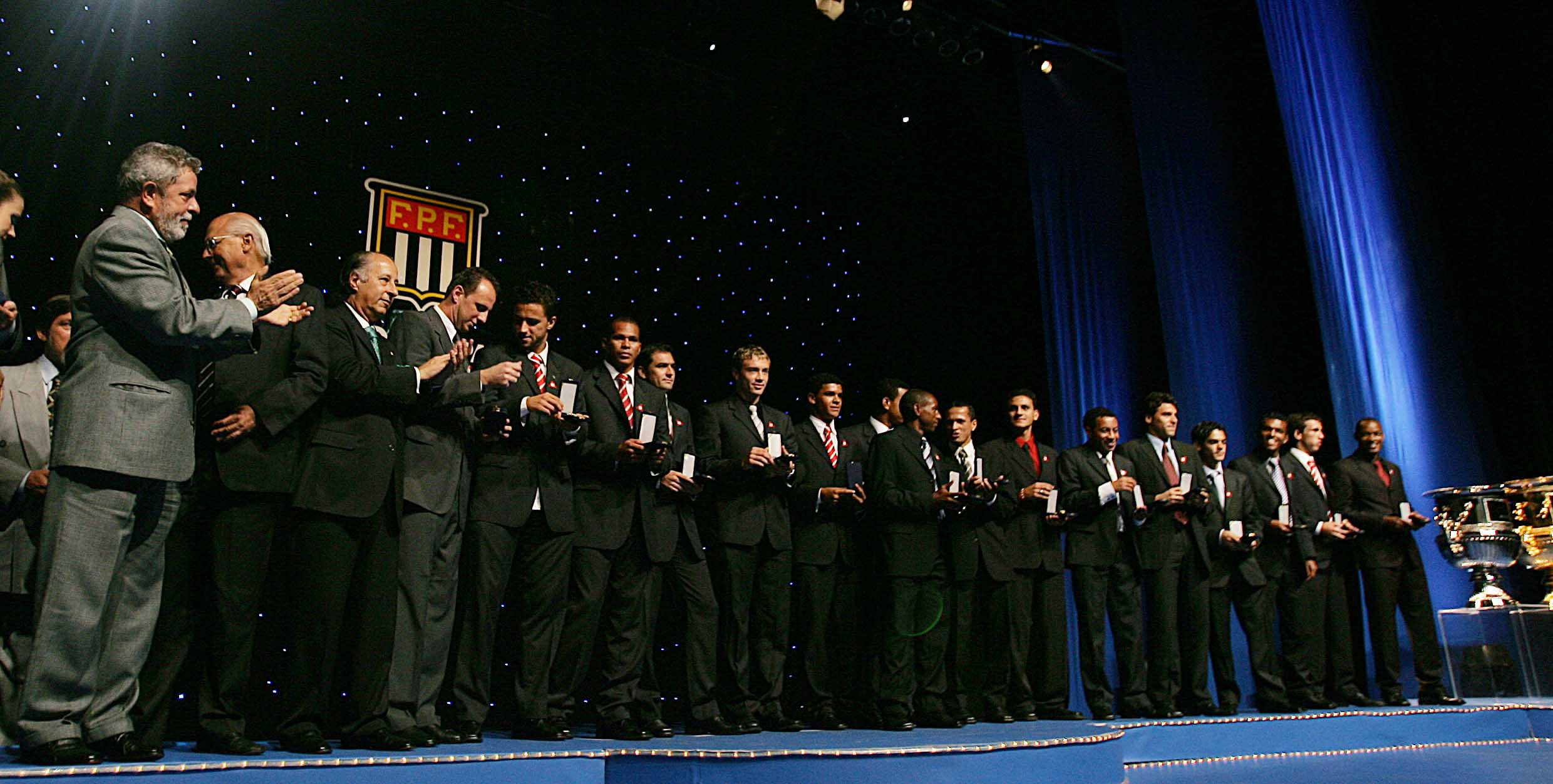
Homenatge al club el 2005.
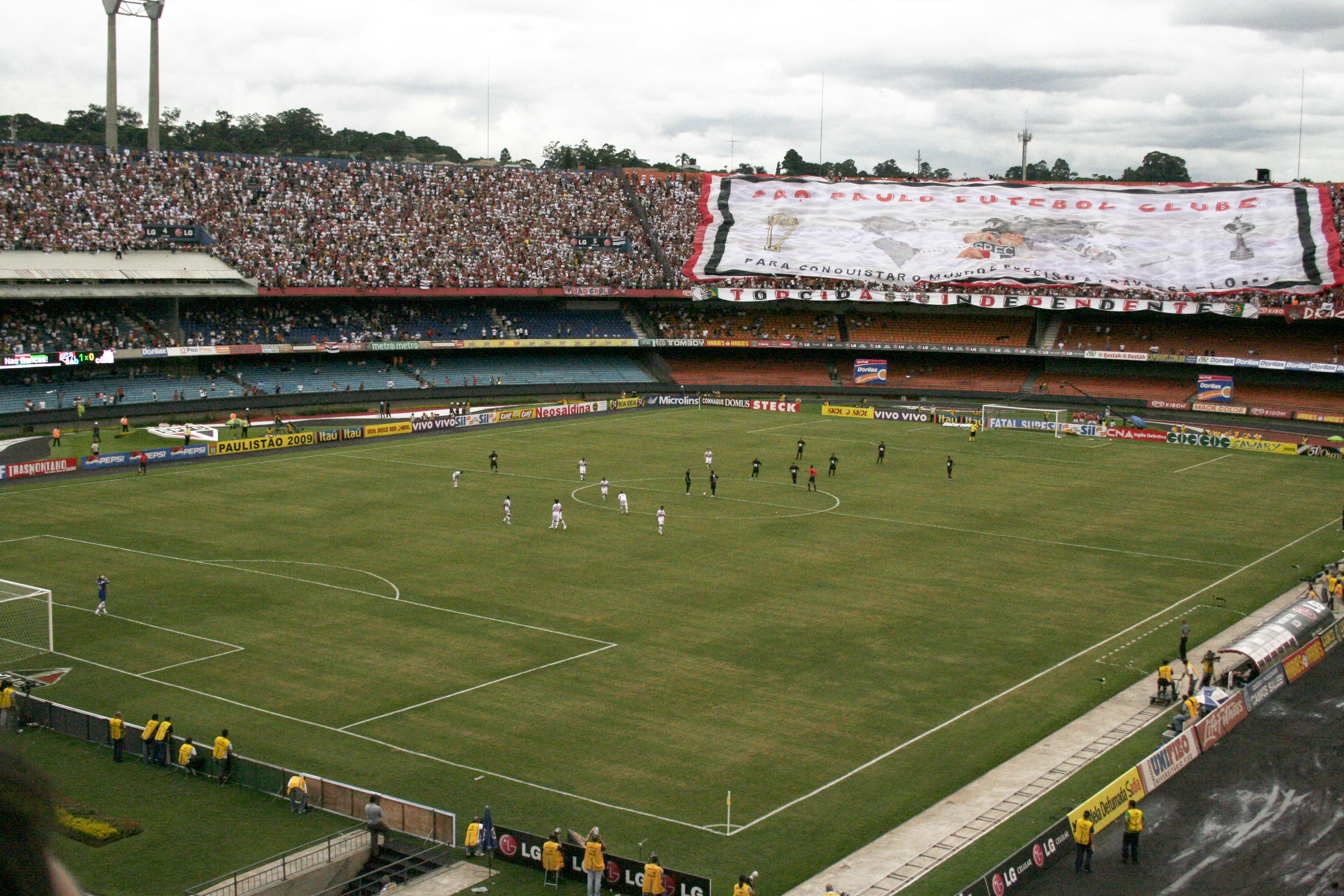
Partit São Paulo-Corinthians.
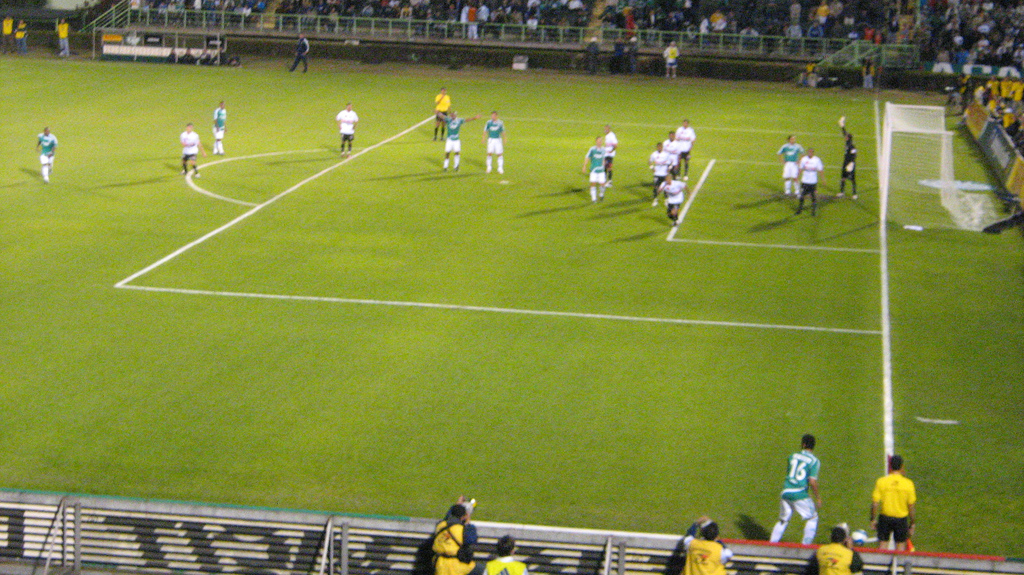
Partit São Paulo-Palmeiras.
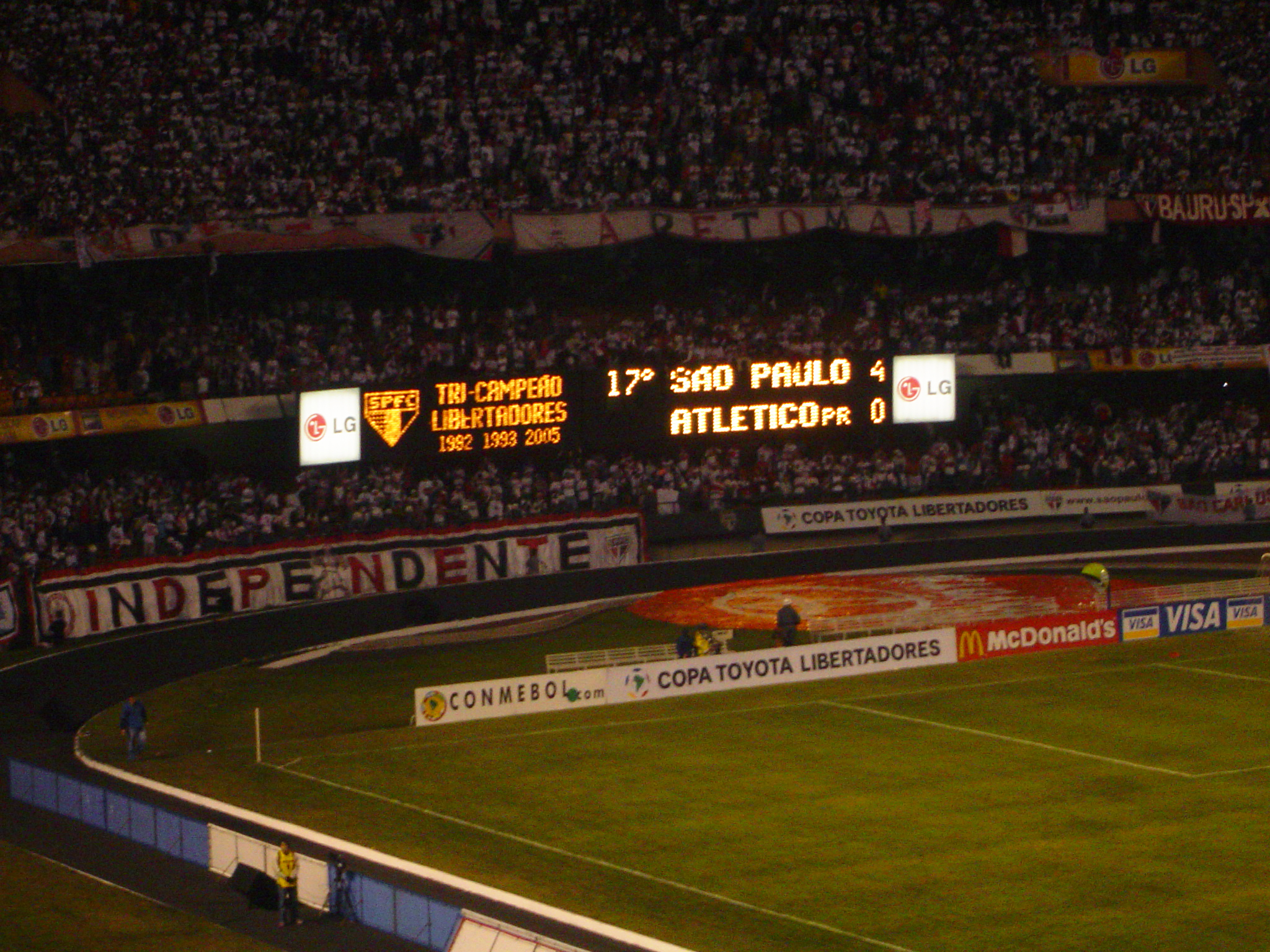
Copa Libertadores 2005 a Morumbi.
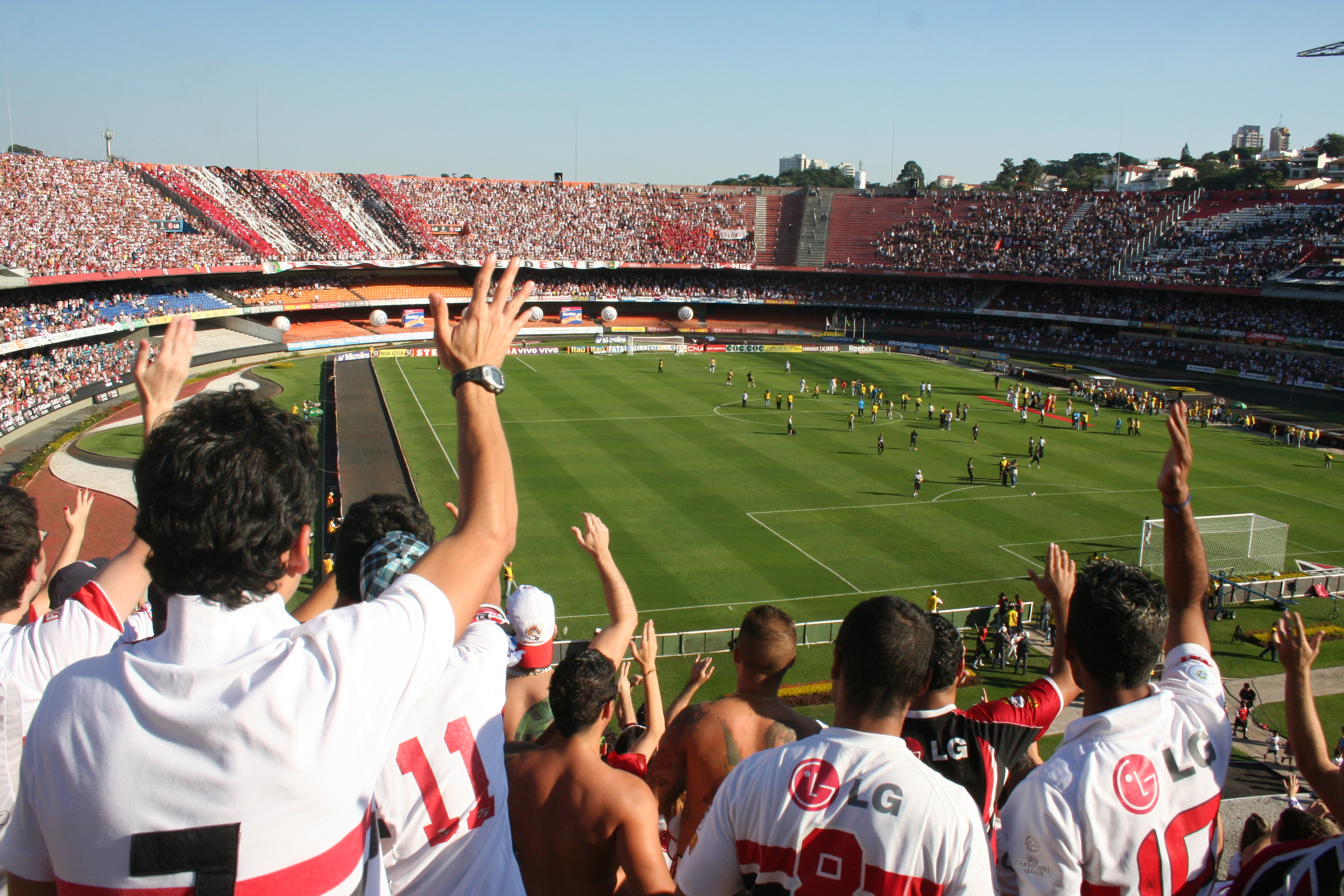
Seguidors.
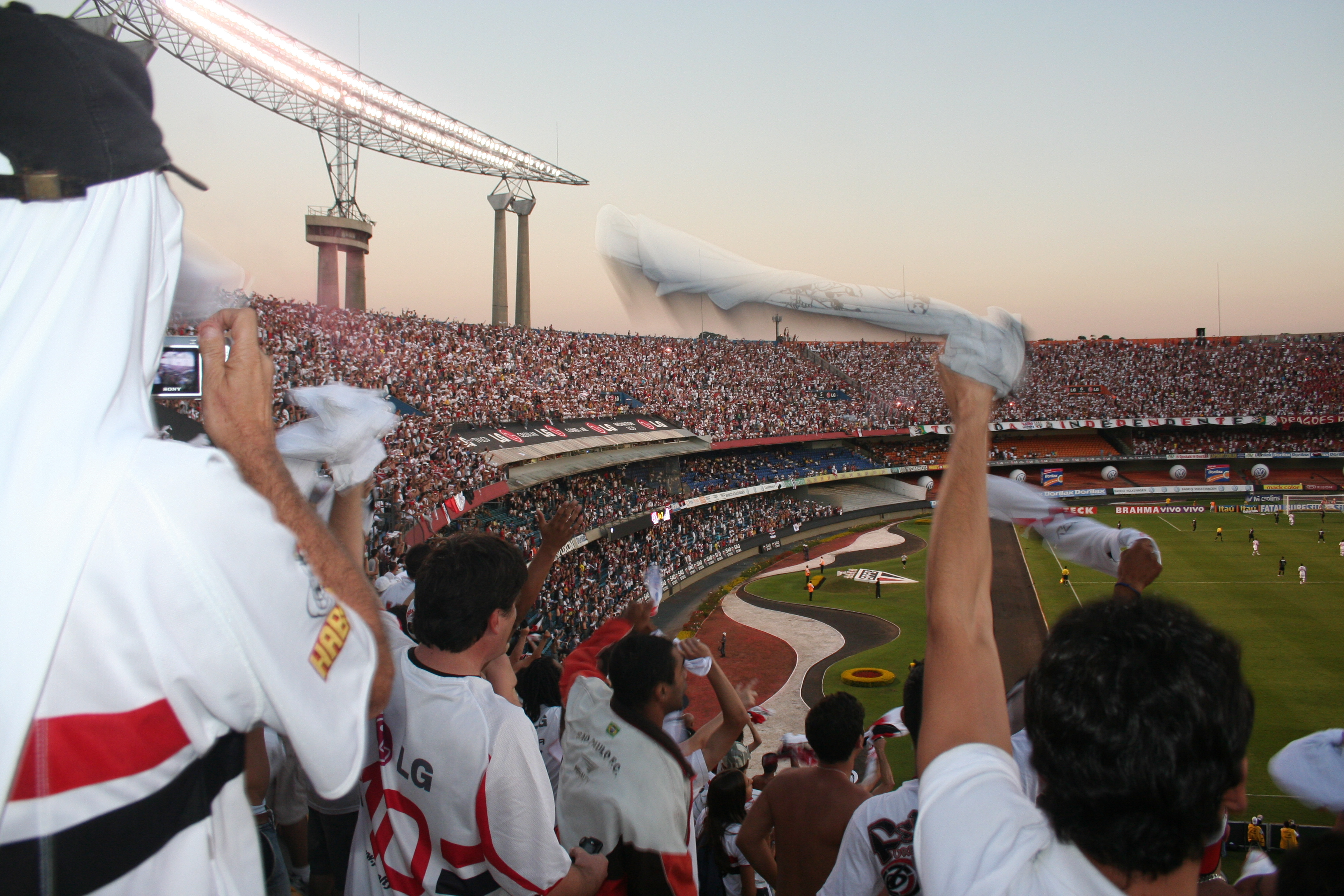
Seguidors.
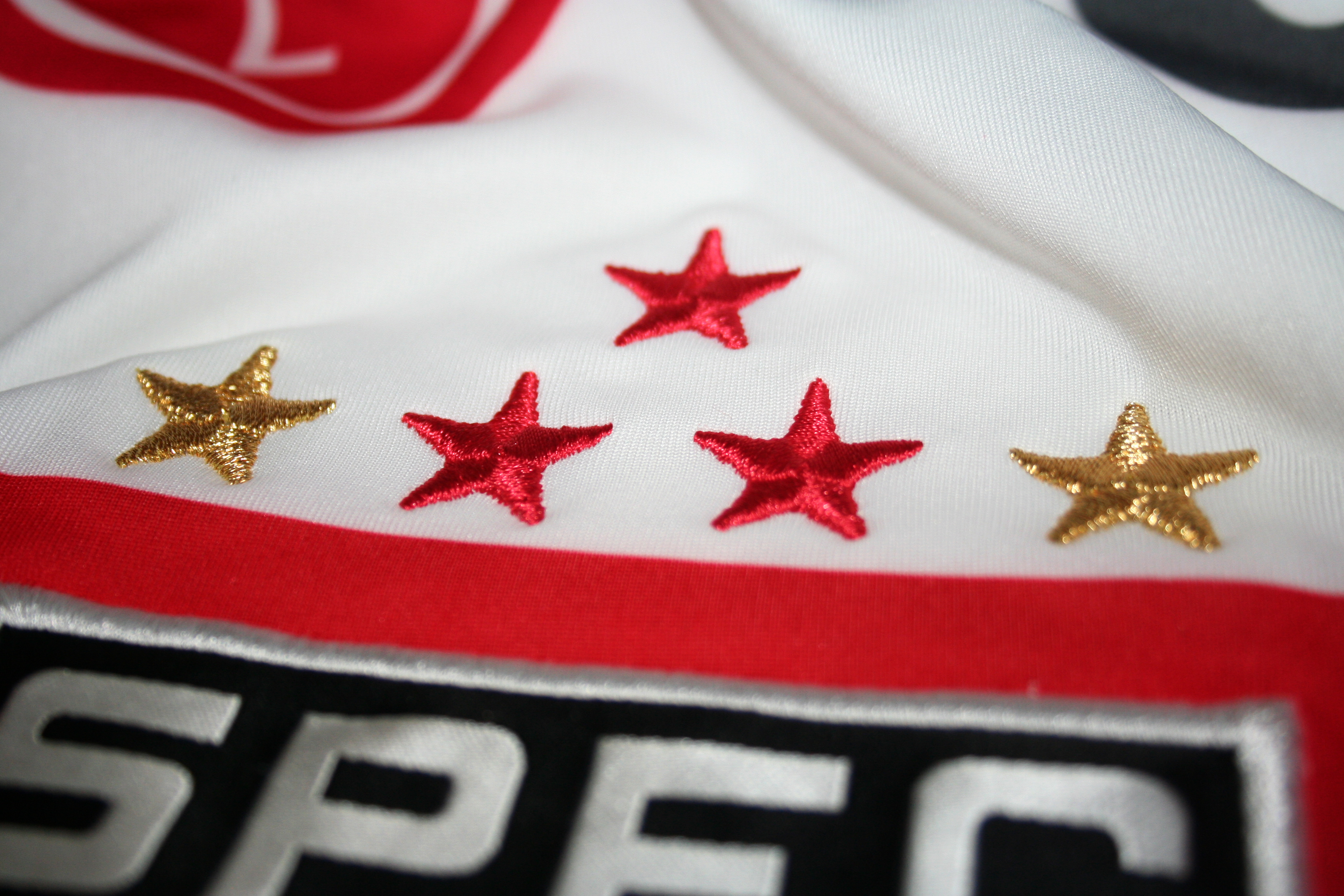
Estels a l'escut de la samarreta.
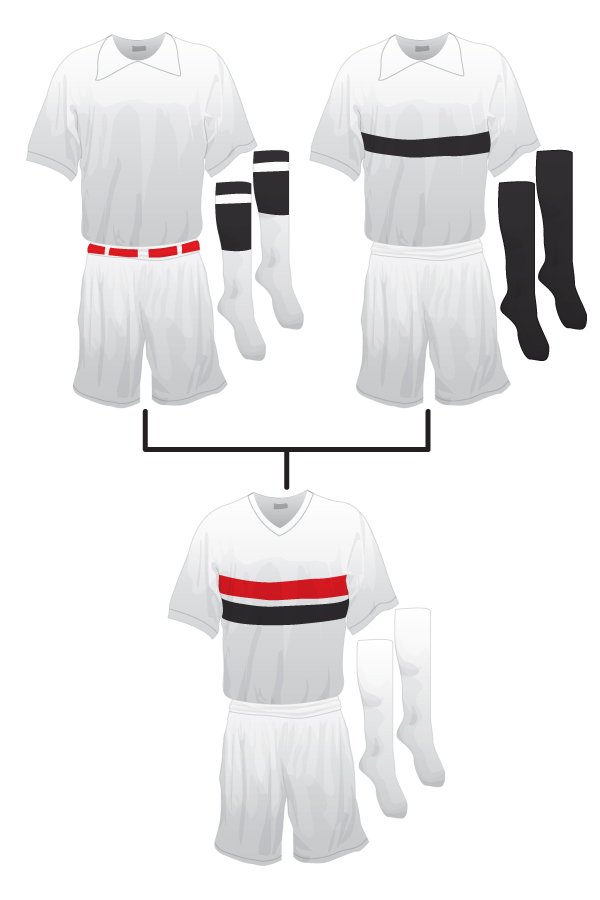
Origen de l'uniforme: CA Paulistano (esquerra) i AA das Palmeiras (dreta).
Mascota del club.
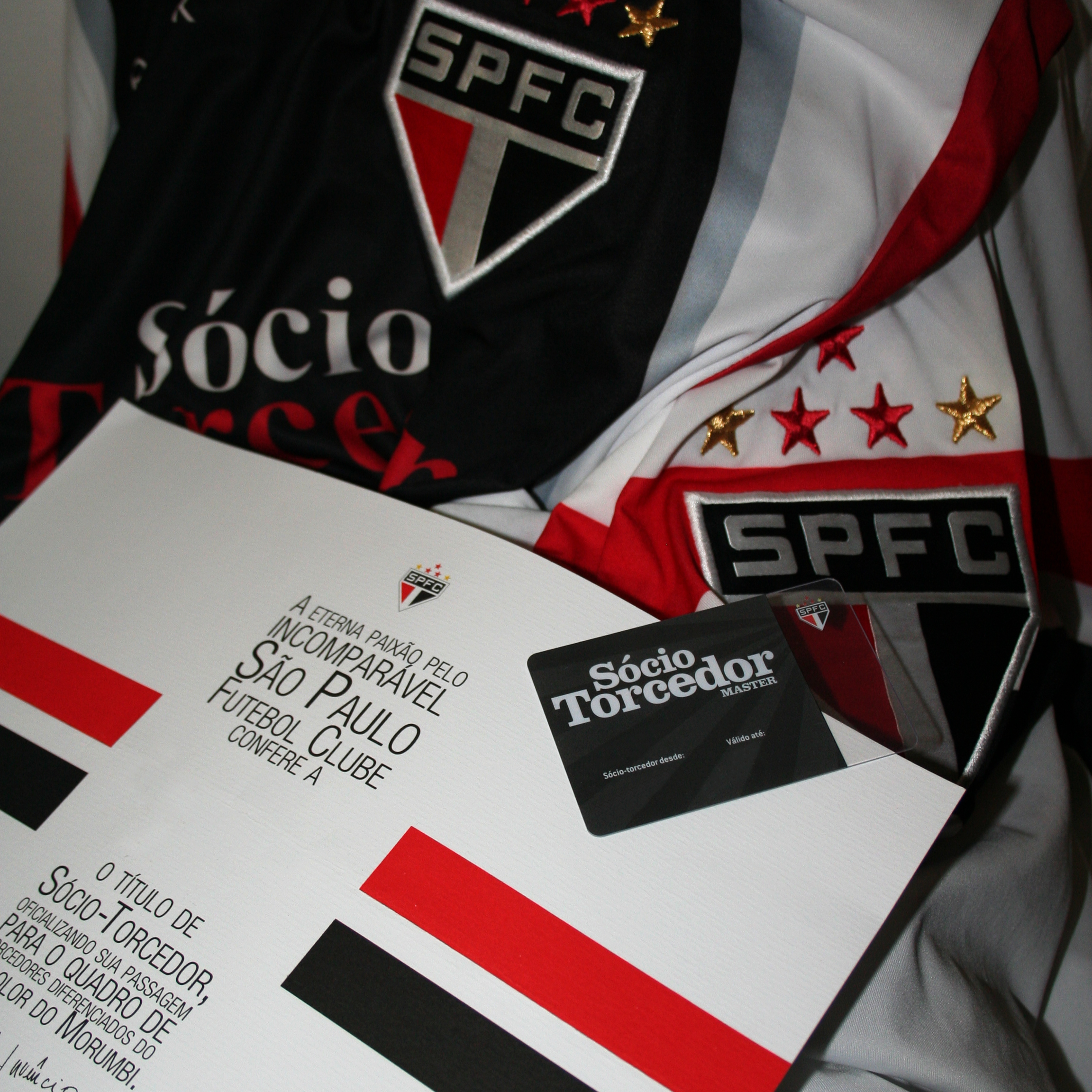
Objectes del club.
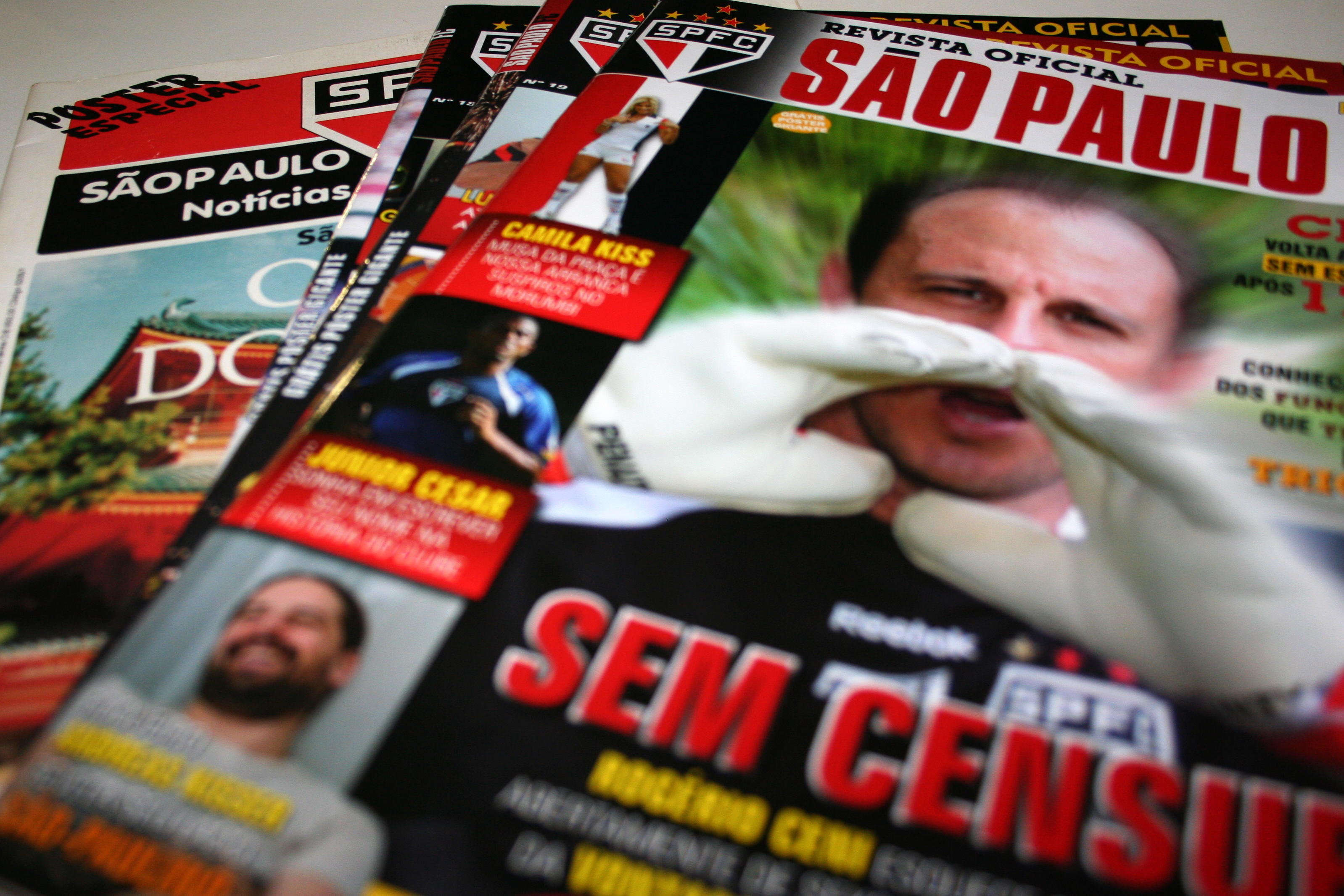
Revistes oficials.
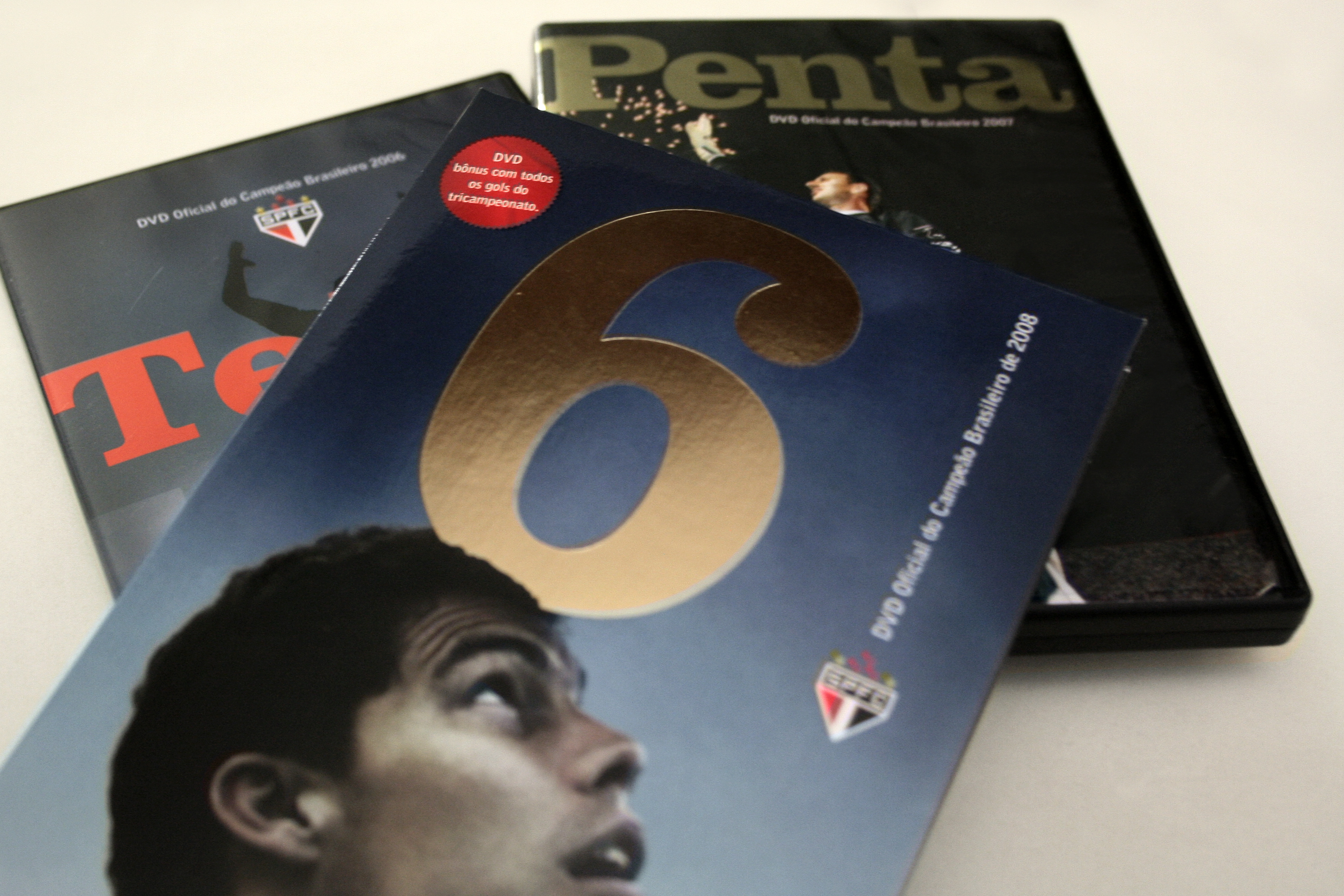
DVDs del club.